# Pachythrix smaragdina
Pachythrix smaragdina là một loài bướm đêm trong họ Noctuidae.